# Romyverleihung 2017

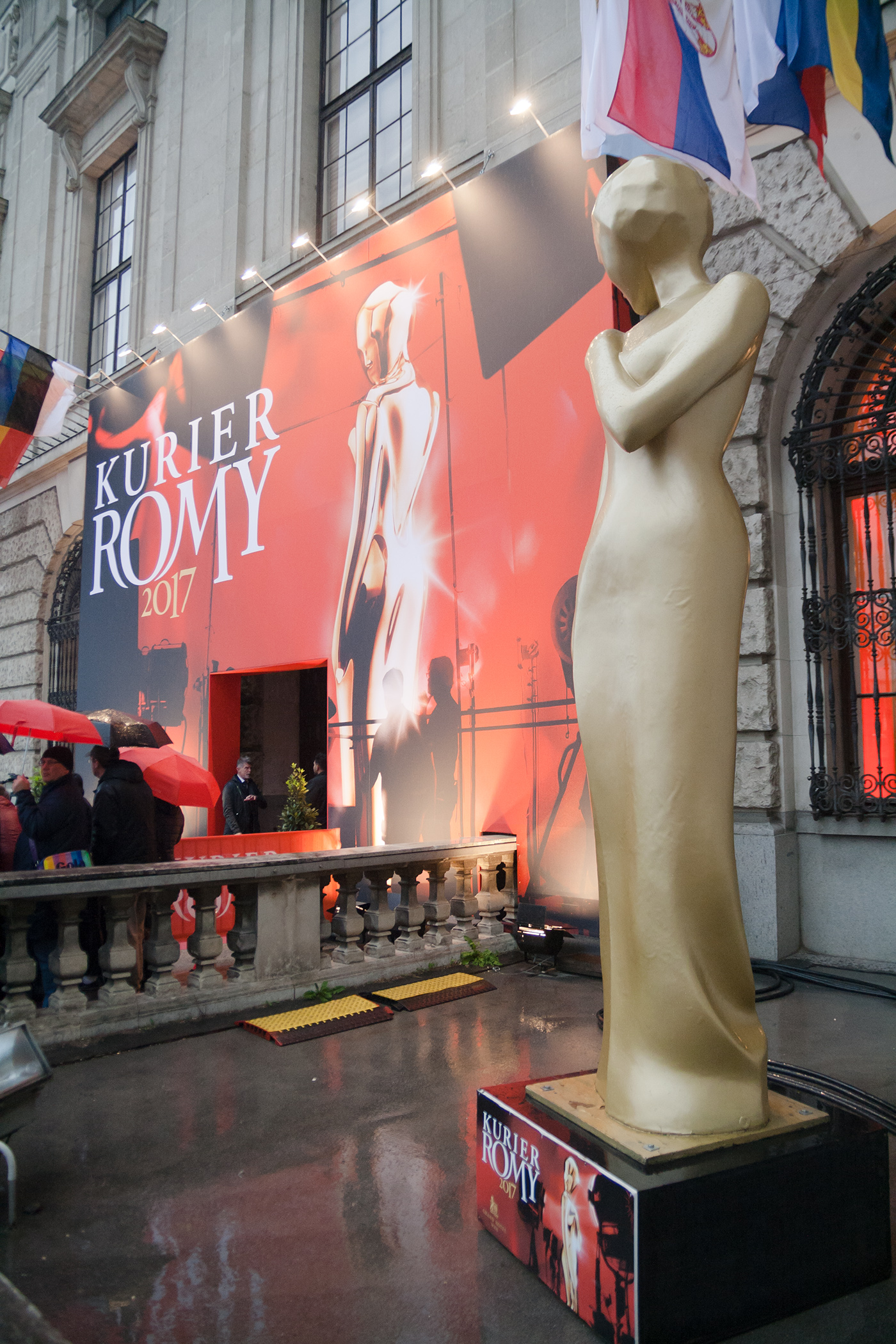
Romy 2017

Die Romy-Verleihung 2017 fand am 22. April 2017 in der Wiener Hofburg statt. Die von der Tageszeitung Kurier veranstaltete Vergabe des österreichischen Fernseh- und Filmpreises Romy fand zum 28. Mal statt und wurde zum 27. Mal vom ORF übertragen. Moderiert wurde die Veranstaltung wie im Vorjahr von Andi Knoll und Katharina Straßer.

## Sieger und Nominierte

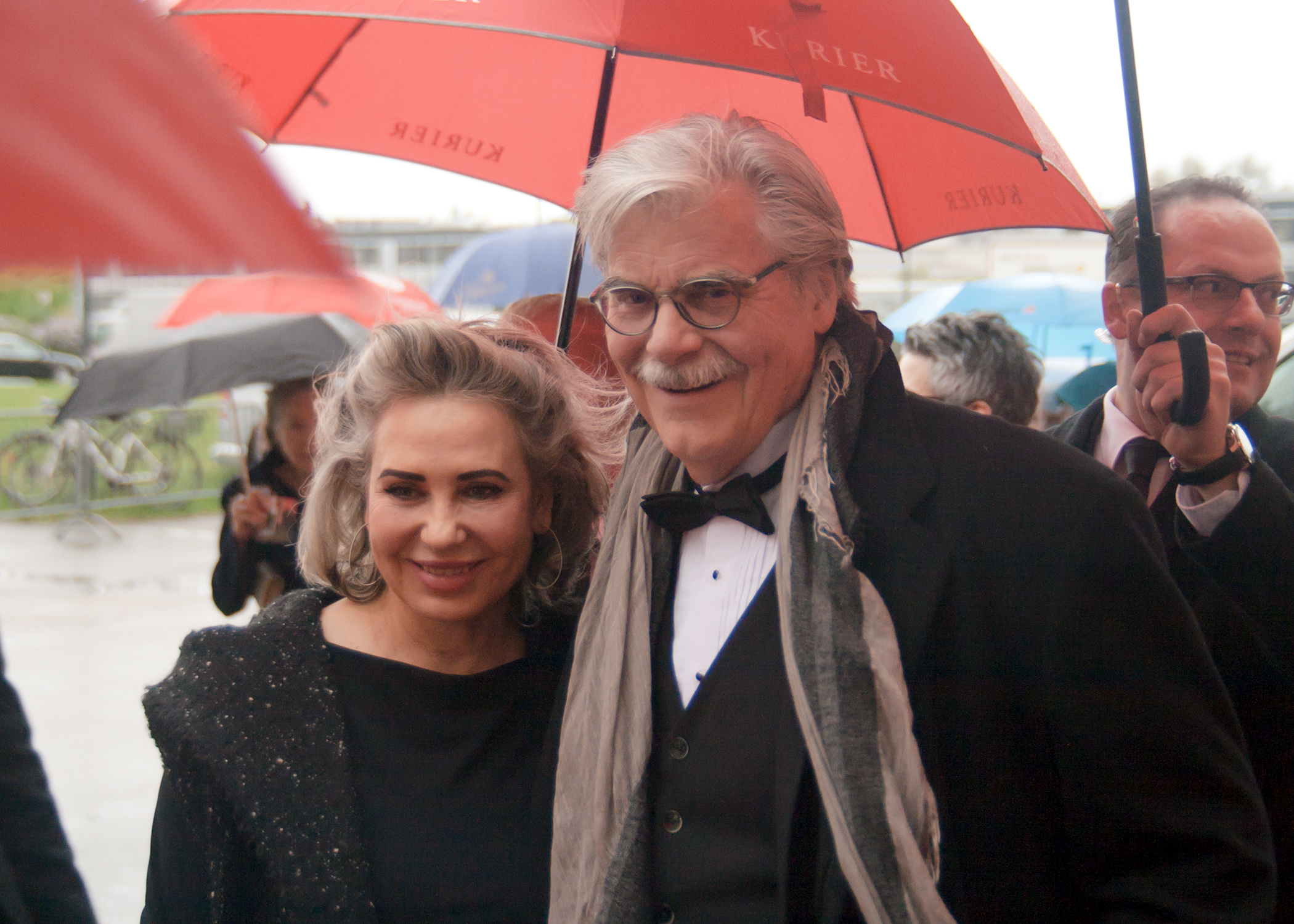
Brigitte Karner und Peter Simonischek

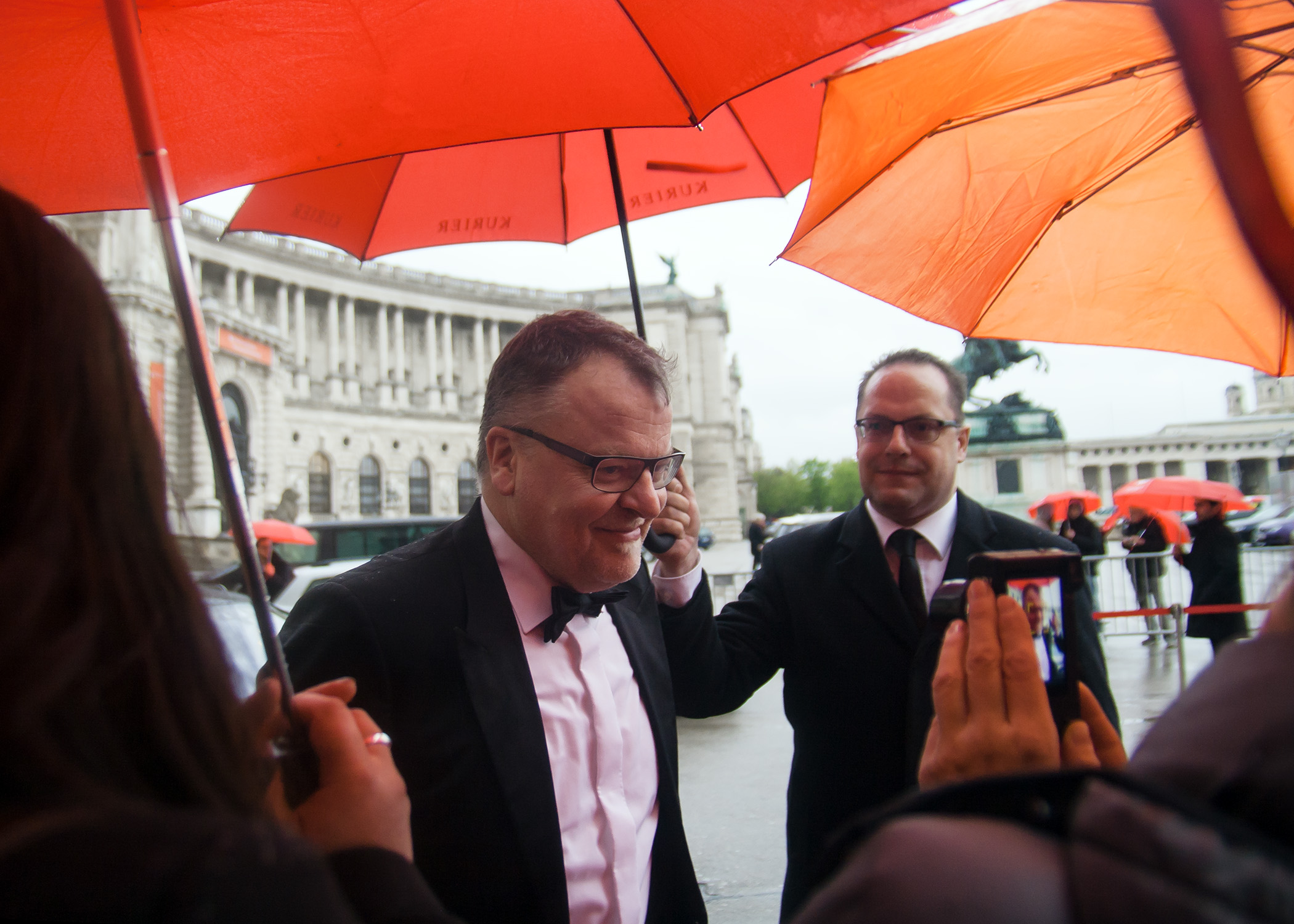
Stefan Ruzowitzky

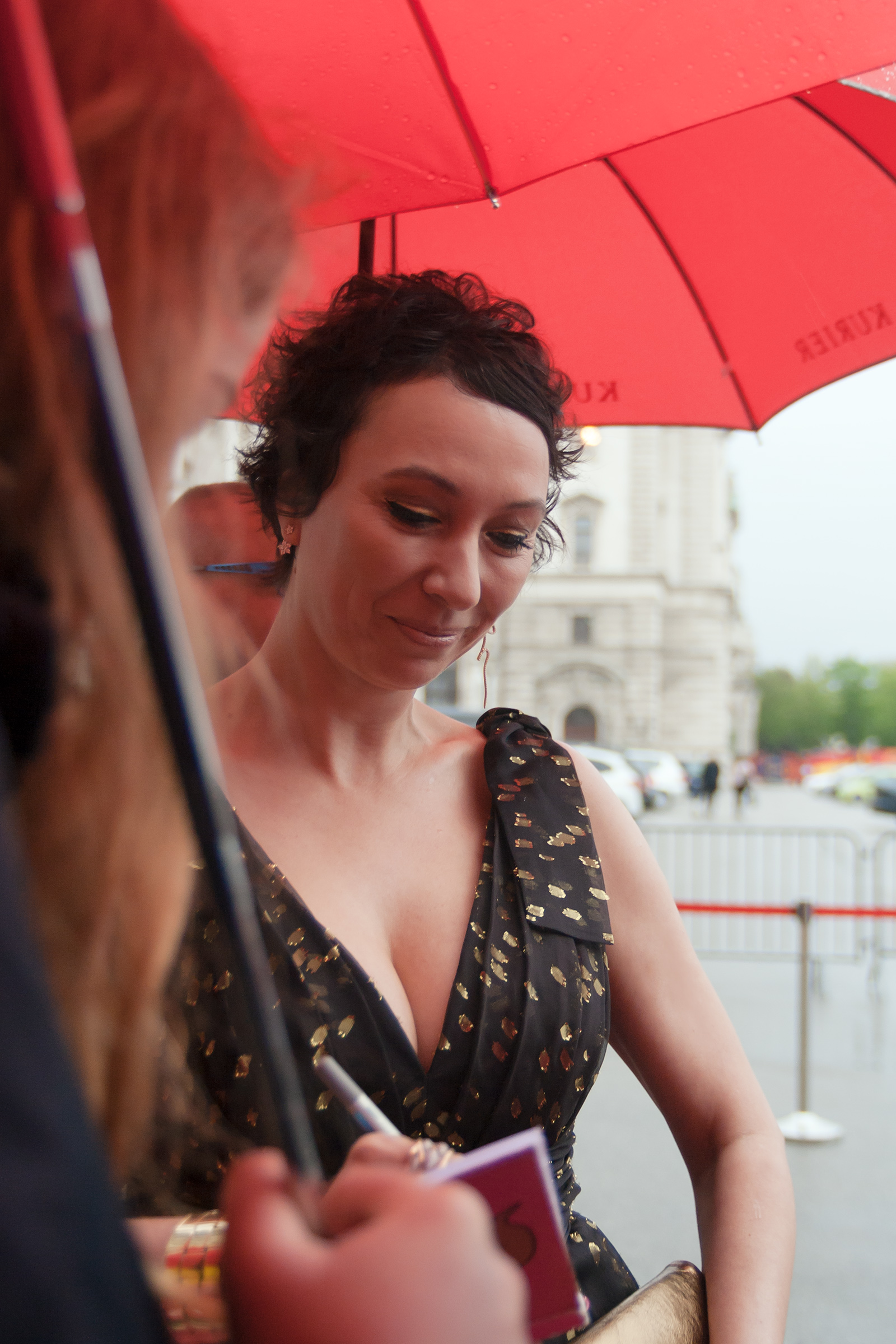
Ursula Strauss

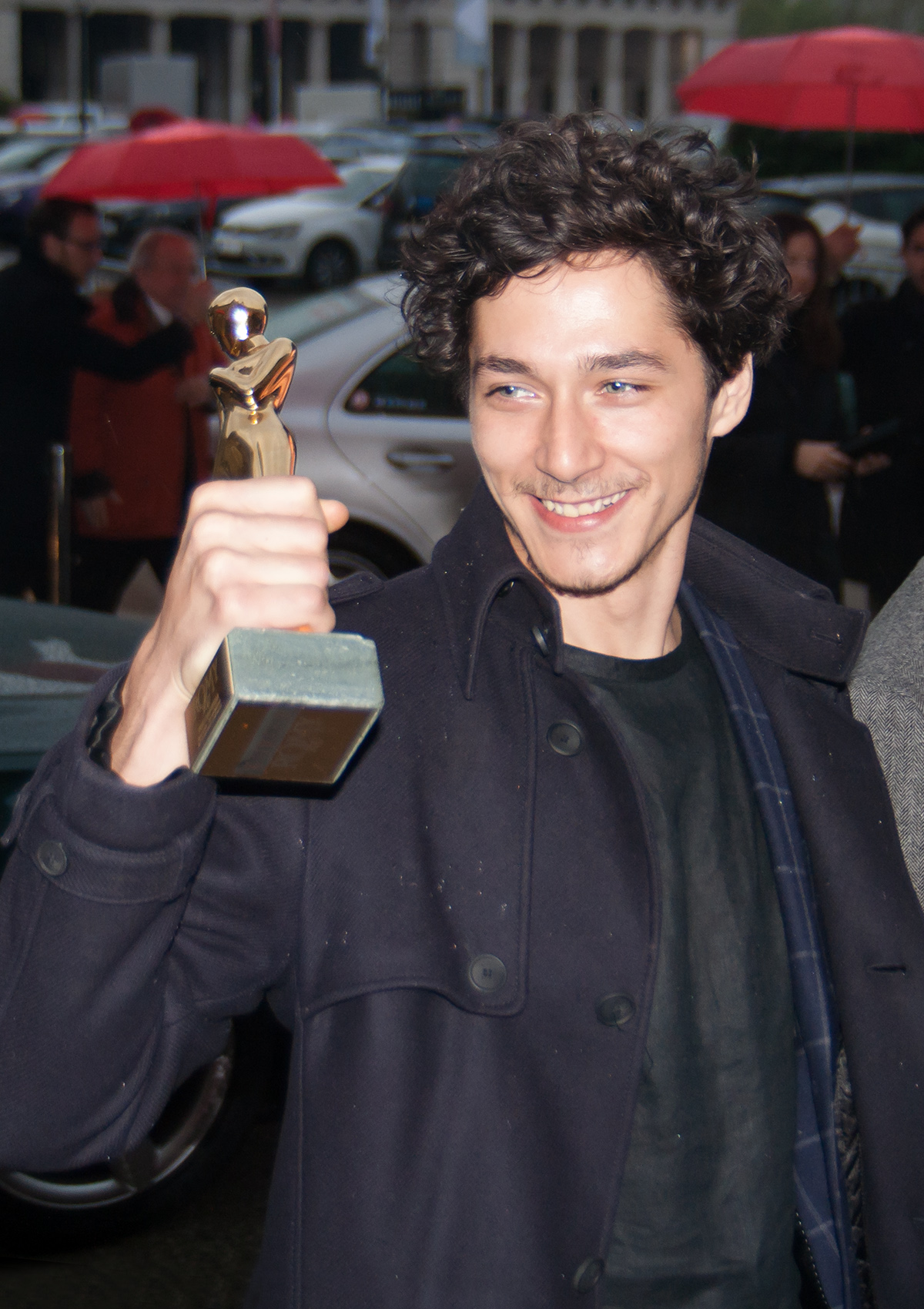
Noah Saavedra

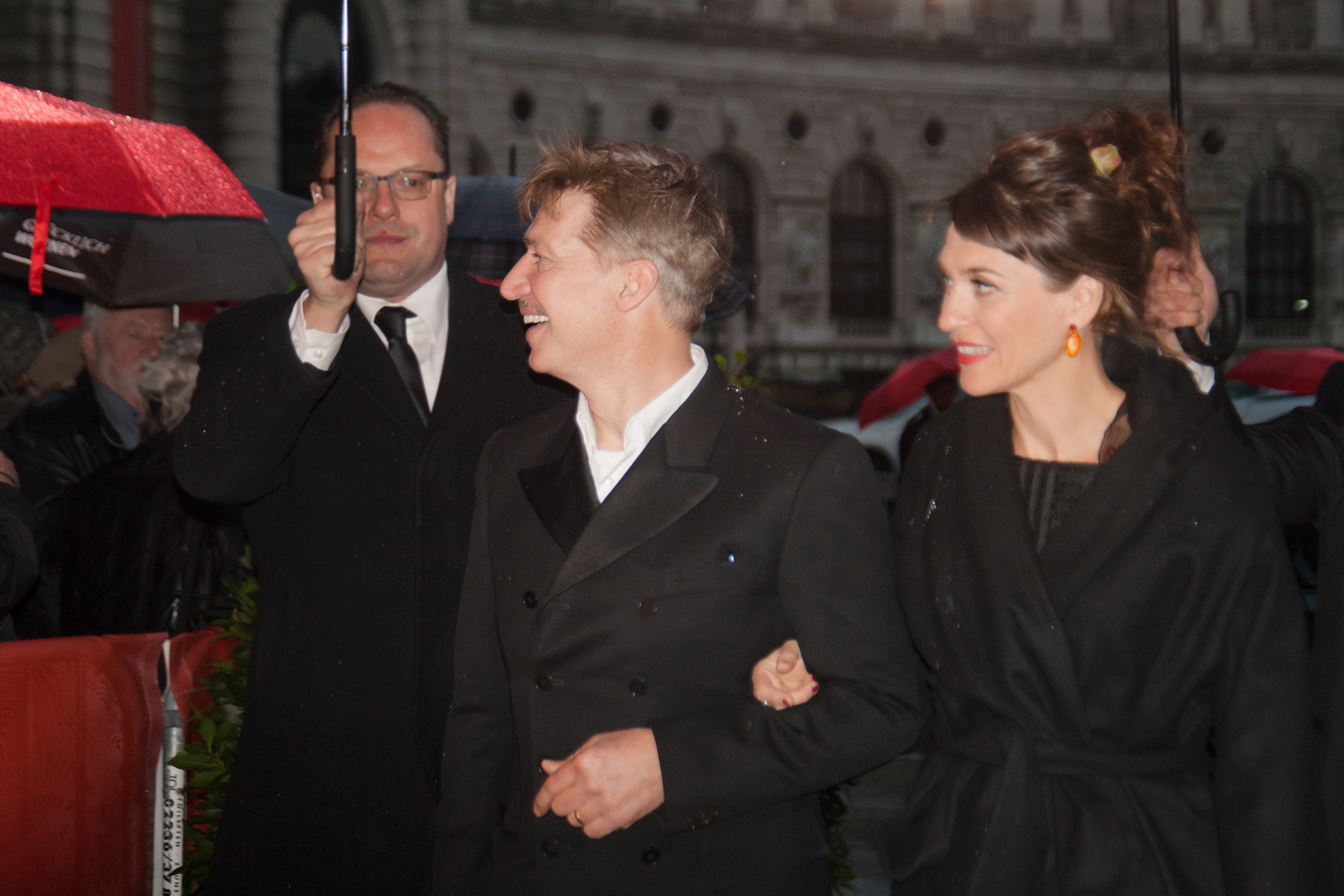
Tobias und Julia Moretti

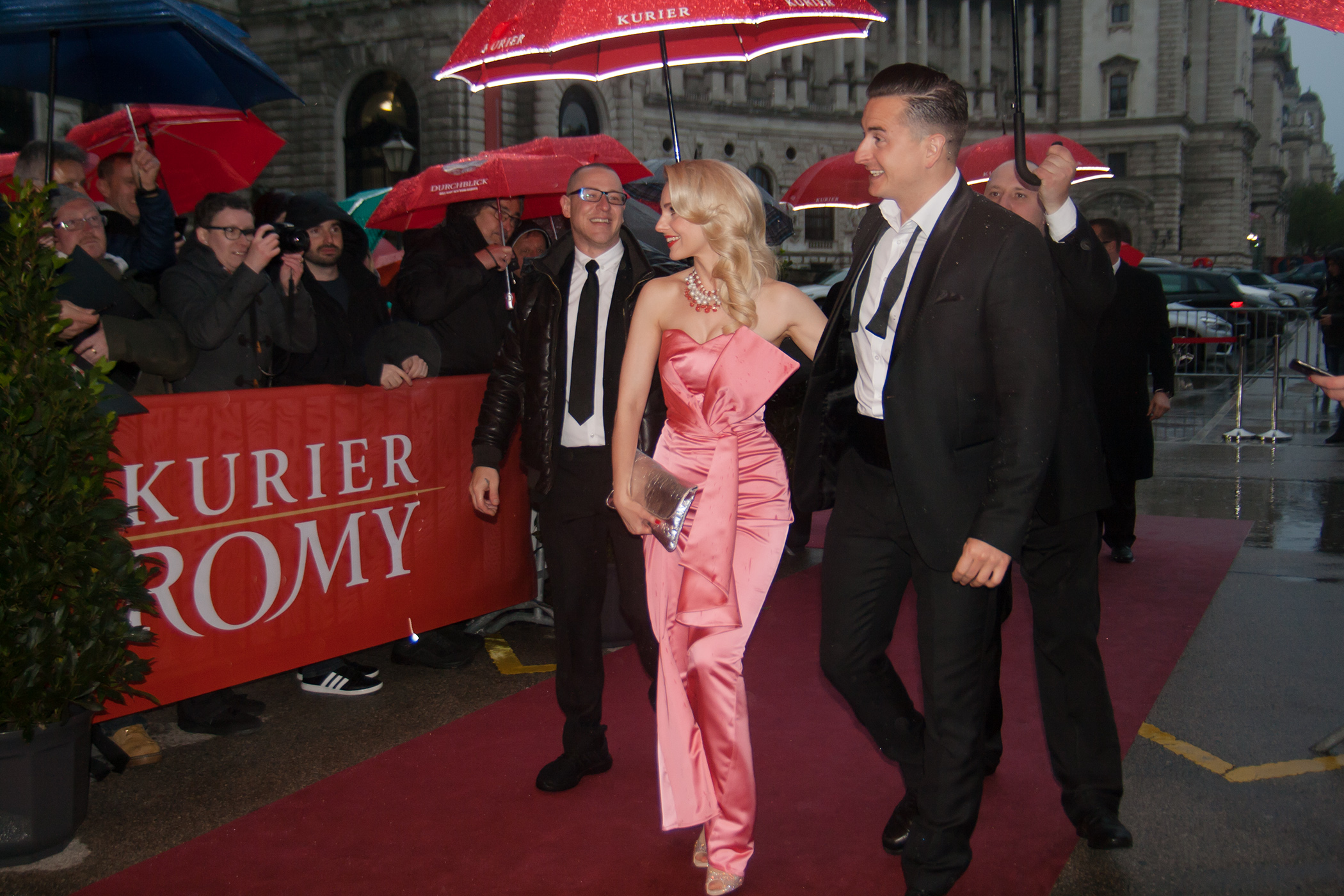
Silvia Schneider und Andreas Gabalier

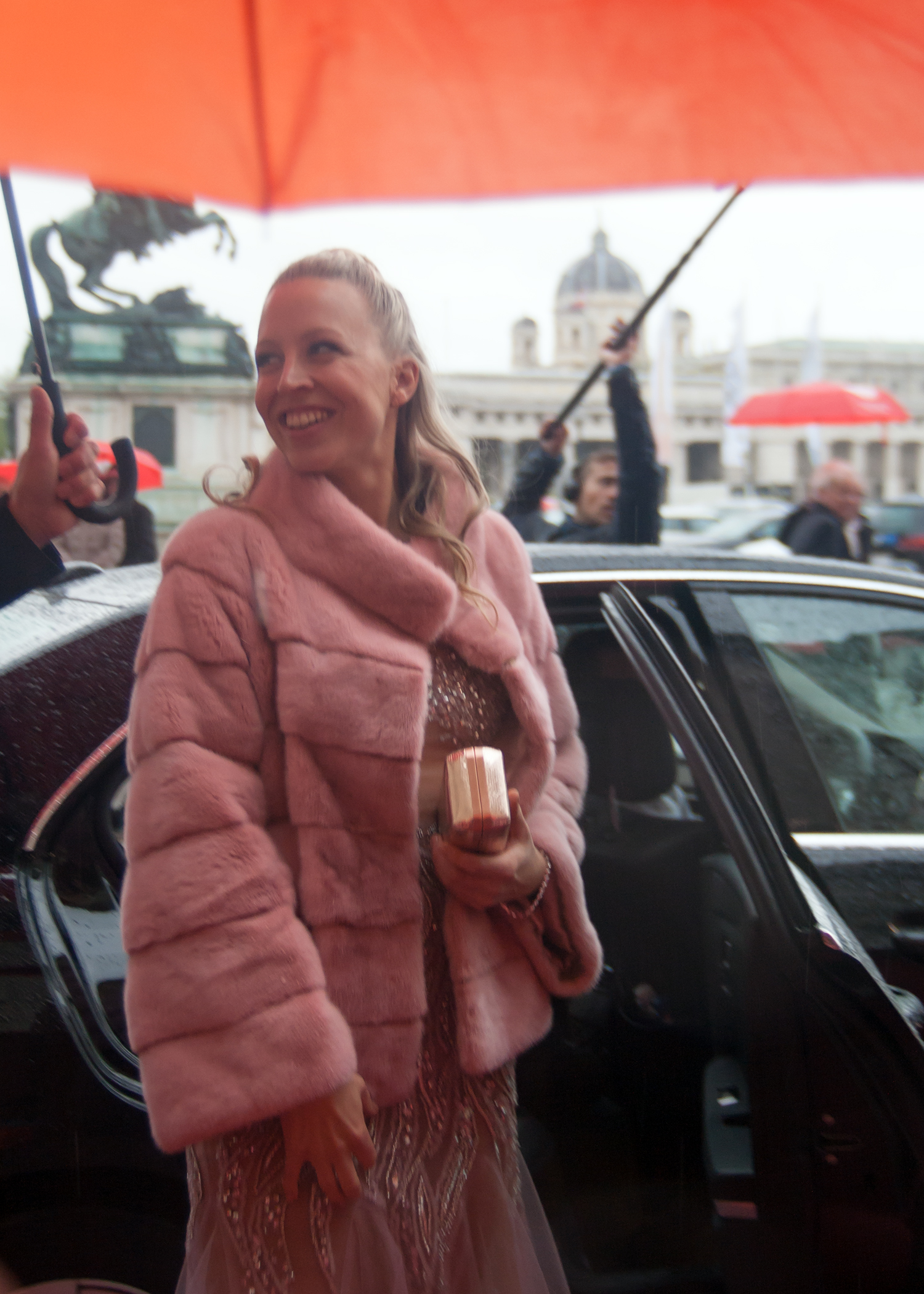
Nina Proll, Dreharbeiten zu Anna Fucking Molnar am Red Carpet

### Publikumspreise
Die Nominierungen für die Publikumswahl wurden am 13. März 2017 bekanntgegeben. Die Vorauswahl traf eine Jury aus Fachjournalisten, bestehend aus Rudolf John (Jury-Vorsitz Akademiepreise), Julia Pühringer (Tele, Skip), Angelika Hager (Profil), Frido Hütter (Kleine Zeitung), Horst-Günther Fiedler (TV-Media), Johannes Bruckenberger (APA), Christoph Hirschmann (Tageszeitung Österreich), Dietmar Pribil (Kurier-TV) und Christoph Silber (Kurier, Jury-Vorsitz Publikumspreise).
| Kategorie                                       | Preisträger               | Nominierte                                                      |
| ----------------------------------------------- | ------------------------- | --------------------------------------------------------------- |
| Beliebteste Schauspielerin Kino/TV-Film         | Ursula Strauss (4. Romy)  | Pia Hierzegger Julia Koschitz Anna Maria Mühe Franziska Weisz   |
| Beliebtester Schauspieler Kino/TV-Film          | Tobias Moretti (8. Romy)  | Manuel Rubey Simon Schwarz Friedrich von Thun Jürgen Vogel      |
| Beliebteste Schauspielerin Serie/Reihe          | Adele Neuhauser (5. Romy) | Patricia Aulitzky Katharina Böhm Gerti Drassl Katharina Straßer |
| Beliebtester Schauspieler Serie/Reihe           | Hans Sigl (3. Romy)       | Jan Josef Liefers Max Müller Nicholas Ofczarek Raimund Wallisch |
| Information präsentiert von Helmut Brandstätter | Tarek Leitner (3. Romy)   | Meinrad Knapp Corinna Milborn Antonia Rados Hanno Settele       |
| Show/Unterhaltung                               | Andi Knoll                | Tim Mälzer Jörg Pilawa Silvia Schneider Barbara Schöneberger    |

### Akademiepreise
Die Akademiepreise wurden in einer eigenen Feier am 20. April 2017 übergeben, die Feier wurde am 21. April 2017 auf ORF III übertragen.
| Kategorie                     | Preisträger                                                                                                  | Nominierte |
| ----------------------------- | --- | --- |
| Bester Fernsehfilm            | Die Toten von Salzburg                                                                                       | Die Stille danach Die vierte Gewalt |
| Bester Kinofilm               | Toni Erdmann                                                                                                 | Maikäfer flieg Egon Schiele: Tod und Mädchen |
| Beste Dokumentation TV        | Die Königin von Wien – Anna Sacher und ihr Hotel                                                             | Falco – Die Ultimative Doku Schlagerland |
| Beste Dokumentation Kino      | Peter Turrini. Rückkehr an meinen Ausgangspunkt                                                              | Bauer unser: Billige Nahrung – teuer erkauft The Ivory Game/Elfenbein: Das weiße Gold                                                                      |
| Bester Produzent TV-Film      | Burkhard Ernst für Tatort: Schock                                                                            | Oliver Auspitz, Oliver Berben, Andreas Kamm, Kurt J. Mrkwicka, Sarah Kirkegaard für Das Sacher Thomas Hroch, Gerald Podgornig für Pregau – Kein Weg zurück |
| Bester Produzent Kinofilm     | Franz Novotny, Alexander Glehr, Bady Minck, Alexander Dumreicher-Ivanceanu für Egon Schiele: Tod und Mädchen | Bettina Brokemper für Wild Helmut Grasser, Thomas Peter-Friedl für Die Hölle – Inferno                                                                     |
| Beste Regie TV-Film           | Erhard Riedlsperger für Die Toten von Salzburg                                                               | Brigitte Maria Bertele für Die vierte Gewalt Umut Dağ für Landkrimi – Endabrechnung                                                                        |
| Beste Regie Kinofilm          | Stefan Ruzowitzky für Die Hölle – Inferno                                                                    | Nicolette Krebitz für Wild Simon Verhoeven für Willkommen bei den Hartmanns                                                                                |
| Beste Bildgestaltung TV-Film  | Marcus Kanter für Das Sacher                                                                                 | Lukas Strebel für Gotthard Jutta Pohlmann für Landkrimi – Höhenstraße                                                                                      |
| Bestes Buch TV-Film           | Rupert Henning für Tatort: Schock                                                                            | Peter Probst für Landkrimi – Endabrechnung Niki Stein für Tatort: HAL                                                                                      |
| Beste Bildgestaltung Kinofilm | Benedict Neuenfels für Die Hölle – Inferno                                                                   | Rainer Klausmann für Tschick Leena Koppe für Was hat uns bloß so ruiniert                                                                                  |
| Bestes Buch Kinofilm          | Hilde Berger, Dieter Berner für Egon Schiele: Tod und Mädchen                                                | Jakob M. Erwa für Die Mitte der Welt Mirjam Unger, Sandra Bohle für Maikäfer flieg                                                                         |
| Bester Nachwuchs weiblich     | Valerie Pachner für Egon Schiele: Tod und Mädchen                                                            | Katharina Gritzner für GartenKULT Sophie Stockinger für Das Sacher und Die Stille danach                                                                   |
| Bester Nachwuchs männlich     | Noah Saavedra für Egon Schiele: Tod und Mädchen                                                              | Jakob Glanzner für Servus am Abend Aaron Karl für Tatort: Schock                                                                                           |
| TV-Moment des Jahres          | Andreas Gabalier bei MTV Unplugged                                                                           | |
| TV-Ereignis des Jahres        | Terror – Ihr Urteil                                                                                          | |
| Preis der ROMY Akademie       | jerks. | |
| Preis der Jury                | ATV für das Bundespräsidenten-Duell unmoderiert                                                              | |
| Beste Programmidee            | GartenKult (ORF III)                                                                                         | |
| ROMY International            | Peter Morgan                                                                                                 | |

| Kategorie                                                             | Preisträger                   |
| --------------------------------------------------------------------- | ----------------------------- |
| Akademiepreis Platin-Romy für das Lebenswerk Laudatio: John Malkovich | Kostümbildnerin Birgit Hutter |
| Platin-Romy für das Lebenswerk Laudatio: Harald Martenstein           | Peter Simonischek             |